# Helene Moszkiewiez
Helene Moszkiewiez, född 20 december 1920, död 18 juni 1998, var aktiv inom den belgiska motståndsrörelsen under andra världskriget. Hon arbetade under två år som sekreterare vid Gestapos högkvarter i Bryssel. Som spion upprätthöll hon tre identiteter: en judisk, en belgisk och en tysk. 
Moszkiewiez värvades till motståndsrörelsen av en belgisk soldat på Bryssels bibliotek. Under sin tid som agent arbetade hon vid Gestapos högkvarter, hjälpte krigsfångar att rymma, stal information för att rädda judar undan deportation och mördade en gestapo-officer.  
Moszkiewiez flyttade till Kanada efter kriget och har publicerat sina memoarer: Inside the Gestapo: A Jewish Woman's Secret War (Macmillan, 1985). Boken låg till grund för filmen A Woman at War från 1991, med Martha Plimpton som Helene Moszkiewiez.